# Isoschizoporella similis
Isoschizoporella similis är en mossdjursart som beskrevs av Hayward och Thorpe 1988. Isoschizoporella similis ingår i släktet Isoschizoporella och familjen Eminooeciidae. Inga underarter finns listade i Catalogue of Life.